# Агайманське заповідне урочище
Агайма́нське — заповідне урочище місцевого значення в Україні. Розташоване на території Іванівського району Херсонської області, за 1 км на південний захід від села Агаймани. 
Площа 25 га. Статус присвоєно згідно з рішенням Херсонського облвиконкому від 19.08.1983 року № 441/16. Перебуває у віданні: Агайманська сільська рада. 
Статус присвоєно для збереження частини Великого Агайманського поду. Тут переважають водно-болотні угіддя, де гніздяться та перебувають на прольоті птахи багатьох видів, в тому числі і рідкісних.